# District de Huimin
Pour les articles homonymes, voir Huimin.
Le district de Huimin (chinois simplifié : 回民区 ; pinyin : huímín qū ; mongol : ᠬᠣᠳᠣᠩ
ᠠᠷᠠᠳ ᠤᠨ
ᠲᠣᠭᠣᠷᠢᠭ, cyrillique : Хотон ардын дүүрэг, MNS : Khoton ardin düüreg) est une subdivision administrative de la région autonome de Mongolie-Intérieure en Chine. Il est placé sous la juridiction de la ville-préfecture de Hohhot dont il couvre la partie nord-ouest.
Ce district est habité par la minorité musulmane Hui qui lui donne son nom.

## Transport
La ligne 1 du Métro de Hohhot (ouverture prévue pour Décembre 2019) desservira ce district.